# スカラーペディア
スカラーペディア（英: Scholarpedia）は、無料で閲覧できる査読制度つきオンライン百科事典。力学系、計算知能、計算論的神経科学、天体物理学などの物理、応用数学、生命科学分野を扱っている。2006年2月1日にプロジェクトがスタートし、2015年3月6日現在の記事数は2,341本。記事の執筆は、ノーベル賞受賞者やフィールズ賞受賞者をはじめとした、各界第一線の研究者たちによって行われている。

## 歴史
スカラーペディアは、2006年に神経科学研究所（アメリカ カリフォルニア州サンディエゴ）の上席研究員であるロシア出身の数学者ユージン・イジケヴィッチによって設立された。イジケヴィッチは既に大きい成功を収めていたオンライン百科事典プロジェクトウィキペディアの魅力と、その学術的な利用の難しさという問題点を踏まえた上で、「学術的に利用しやすい形のウィキペディア」というコンセプトのもとに、専門家によって執筆・査読されるウィキベースの百科事典「スカラーペディア」を立ち上げた。

## 予算
立ち上げの当初は、サイトの運営にかかる費用は次の三点から得ていた。
1. 米国科学財団の寄付
2. ゆくゆくは販売予定の書籍版の百科事典の販売収入（次節で詳述）
3. 一般の利用者がスカラーペディアを経由してAmazon.comで教科書を購入した場合に得られるアフィリエイト収入

2015年現在では、イジケヴィッチ自身のスタートアップ企業であるロボット開発会社のブレインコーポレーションが費用を負担している。スカラーペディアの「よくある質問ページ」では、スカラーペディアの計算論的神経科学分野の記事拡大により、ブレインコーポレーションも利益を得ることができるとしている。

## 出版
スカラーペディアでは、ある程度の記事が出揃ったら、その内容を書籍の百科事典として出版していく予定になっている。今のところ、計算神経科学百科事典、力学系百科事典、コンピュータ知能百科事典、天体物理学百科事典、の四冊が出版予定。しかしながら書籍版の出版がスカラーペディアというプロジェクトの目標になっているわけではない。あくまでサイトの方が主であり、書籍版の発行はサイトの発展を支えるためのひとつの手段として位置づけられている。書籍版を出版する理由は次の二点である。
1. 書籍の販売益をサイトの運営資金の足しにするため
2. オンライン百科事典というスタイルに不安を覚える専門家にも、積極的にプロジェクトに参加してもらえるようにするため。

そのため書籍版が出版されたとしても、ネット上で記事の無料公開、記事の改訂、新規作成は継続して行なわれていく。

## ユーザー登録
ユーザー登録は実名と所属（大学名や研究所名など）を伝えなければ受け付けてもらえない。もし虚偽の情報や、確認の取れない不確かな情報でユーザー登録した場合、アカウントは削除される。また登録した実名と所属は公開される。

## キュレーター
スカラーペディアでは各記事にキュレイターを割り当てるシステムを取っている。キュレーターとは、「（博物館や図書館の）館長または責任者」という意味の英語である。キュレイターは、他のユーザーによってなされた編集を承認するかを判断する査読者であり、それによって記事を健全な状態に保ち続ける役を担う（これは無残な記事を残さないための対策である）。最初にキュレイターになるのは記事を執筆した人物自身で、記事執筆後 自動的に執筆記事のキュレイターとなる。しかしその後、執筆者がキュレイターの役を辞退するか、または長い間 査読を行なわず記事を完全に放置してしまった場合、別の人物がその記事のキュレイターとなる。キュレイターになるためには、博士号または修士号をもつような該当分野における指導的なエキスパートであって、かつ大学または研究機関に所属している人物であることが要件となっている。

## 執筆者
スカラーペディアの記事の執筆はウィキペディアと違って各記事ごとに担当者がきまっている。執筆者は二つの経路で選出される。ひとつは一般の百科事典などの執筆者選定と同様に、その分野の専門家が、各テーマの執筆に関してふさわしいと考える人を招待する方法である。2008年12月現在、この方法が数の上で最も多いものとなっている。
もうひとつの方法は登録ユーザー達による投票である。登録ユーザーたちが自由に執筆者をノミネートして投票し、その後選挙の当選者にメールで勧誘をかけ、承諾をもらって執筆してもらう、という方法である。。以下この特徴ある選挙方式による執筆者選定の流れをおおまかに説明する。

### 選挙ページの作成
まず書いて欲しい記事がある登録ユーザーが、ページの左端の検索窓にその単語（例えば「emotion」）を入力する。ここで「Go」ボタンを押すと、その単語の記事が存在していないならば、緑色の文字で「initiate election of authors for 'emotion'」というリンクが表示される。ここでリンクをクリックし、「emotion」という記事の執筆者を選びだすための選挙ページを立ち上げる。

### 候補者のノミネート
選挙ページを立ち上げたら、次に候補者をノミネートする。ページ「ElectionForum」には緑色の文字で、現在執筆者を選挙中の記事の一覧がリストされており、登録ユーザーはある記事を執筆するのに相応しい人物を知っているならば、候補者として適宜追加していく。この時、その候補者が、どこの誰で、どんな本を書いていて、このテーマに関してどんな業績があるか等の一般的な情報を併記する。候補者は別にユーザーが直接知る人物である必要は全くなく、基本的に世界で最も著名な研究者や、当該分野における研究のパイオニア的人物が名前をあげられる。

### 投票
ノミネートが出揃うと、登録ユーザーによる匿名投票に移る。投票は結果が出るまで、誰の得票数が多いか（または少ないか）も非公開であり、今まで総計何人が投票したかのみが表示される。投票者数が100人に達するか、または3ヶ月たつかで投票が締め切られ、結果が公開される。

### 招待
ここから投票結果にしたがい、得票数最多の人物にメールで記事の執筆を依頼する（依頼のための定型文もすでに用意されている（例えば）。ここでもし快い回答がもらえればそれで執筆者の選び出し作業は終了となる。しかしもし色よい返事がもらえなければ、次点の人が繰り上げ当選となり、次点の人物に対してメールで執筆依頼をする（以下同様）。以上で執筆者の選定作業が終了する。
もっとも初期の執筆者の選定はイジケヴィッチ直々の判断によるものであり、選定が投票制度へと移行したのは執筆者を含むある程度の登録ユーザーが確保されてからのことである。

## 著名な執筆者
スカラーペディアには、数多くの著名な研究者が執筆に参加している。理論を打ち立てた本人がその記事を執筆している場合もある。以下にその一例を示す。
| 執筆記事                                                                               | 執筆者                         | 記事のテーマ                   | 特記事項             |
| -------------------------------------------------------------------------------------- | ------------------------------ | ------------------------------ | -------------------- |
| BCM Rule                                                                               | レオン・クーパー               | BCMルール                      | ノーベル賞受賞者     |
| Cosmic X-ray Sources                                                                   | リカルド・ジャコーニ           | 宇宙のX線源                    | ノーベル賞受賞者     |
| Granger Causality                                                                      | クライヴ・グレンジャー         | グレンジャー因果性             | ノーベル賞受賞者     |
| MRI                                                                                    | ポール・ラウターバー           | MRI                            | ノーベル賞受賞者     |
| Cosmic Background Explorer                                                             | ジョン・C・マザー              | 宇宙背景放射探査機             | ノーベル賞受賞者     |
| Laser                                                                                  | チャールズ・タウンズ           | レーザー                       | ノーベル賞受賞者     |
| [http://www.scholarpedia.org/article/Nambu-Jona-Lasinio_modelNambu-Jona-Lasinio+model] | 南部陽一郎                     | 南部・ヨナ＝ラシニオ模型       | ノーベル賞受賞者     |
| Attractor                                                                              | ジョン・ウィラード・ミルナー   | アトラクター                   | フィールズ賞受賞者   |
| Smale Horseshoe                                                                        | スティーヴン・スメイル         | スメールの馬蹄型写像           | フィールズ賞受賞者   |
| Szemerédi's Theorem                                                                    | テレンス・タオ                 | セメレディの定理               | フィールズ賞受賞者   |
| Hopfield Network                                                                       | ジョン・ホップフィールド       | ホップフィールド・ネットワーク |                      |
| Fuzzy logic                                                                            | ロトフィ・ザデー               | ファジー論理                   |                      |
| Game of Life                                                                           | ジョン・コンウェイ             | ライフゲーム                   |                      |
| Synesthesia                                                                            | ヴィラヤルヌ・ラマチャンドラン | 共感覚                         |                      |
| Chinese room argument                                                                  | ジョン・サール                 | 中国語の部屋                   | ジャン・ニコ賞受賞者 |
| Multiple Drafts Model                                                                  | ダニエル・デネット             | 多元草稿モデル                 | ジャン・ニコ賞受賞者 |
| Neural Correlates of Consciousness                                                     | クリストフ・コッホ             | 意識の神経基盤                 |                      |
| Van der Pol Oscillator                                                                 | 金丸隆志                       | ファン・デル・ポール振動子     |                      |
| Chaos in neurons                                                                       | 合原一幸                       | ニューロンにおけるカオス       |                      |
| Attention and Consciousness                                                            | 土谷尚嗣                       | 注意と意識                     |                      |
| fMRI                                                                                   | 小川誠二                       | fMRI                           | 日本国際賞受賞者     |

## ライセンス
スカラーペディアのコンテンツは「クリエイティブ・コモンズ 表示 - 非営利 - 継承 3.0 非移植（CC BY-NC-SA 3.0）」の元で公開されている。CCライセンスを採用したのは2012年中頃からである。
歴史的には、サイト立ち上げ当初は、スカラーペディアのすべての記事はコピーライトの状態で公開されていた。途中から記事のライセンスを、各記事の執筆者が選択できる選択制が採用された。これは記事の執筆者が 1.コピーライト, 2.クリエイティブ・コモンズ BY-NC-ND-3.0（表示-非営利-改変禁止）, 3.GFDLの3つのライセンスの中から選択できるようにした仕組みである（無選択であればコピーライトでの公開）。しかしこの選択制のオプションは、執筆者たちにほぼ利用されていなかった。2012年にサイト内のコンテンツ全体が、クリエイティブ・コモンズ・ライセンス（CC BY-NC-SA）の元で公開されるようになった。

## ソフトウェア
スカラーペディアでは多数の人間が同時に編集に参加できるウィキシステムを採用し、ソフトウェアに MediaWiki を使用している。そのためウィキペディアとほとんど同じインターフェースを持ち、ウィキペディアを利用したことのあるユーザーにとっては親しみやすいシステムとなっている。